# Mujer de Meenybradden
La Mujer de Meenybradden es el cadáver momificado de una mujer de entre veinte y treinta años de edad y que data del año 1570 d. C. aproximadamente. Fue descubierta, casualmente, el 3 de mayo de 1978, en una turbera cercana al condado de Donegal, en Irlanda. Su cuerpo estaba envuelto en una capa de lana.
Luego de su descubrimiento, la momia fue enviada a Dublín y colocada en un congelador de la morgue municipal, donde permaneció allí durante siete años. Desafortunadamente, el cuerpo fue dañado debido al tiempo que estuvo congelado. En julio de 1985, la mujer de Meenybradden fue enviada al Museo Británico.
La mujer no muestra huellas de haber sufrido una muerte violenta, como en el caso de otros cuerpos de las ciénagas. Sin embargo, los científicos no pudieron determinar la causa de su muerte.
La capa con la que fue hallada ha provocado una pequeña polémica, ya que las pruebas de radiocarbono indican que el cuerpo de la mujer era unos quinientos años más antiguo que la capa. 
La momia no se encuentra en exhibición, pero se la conserva en el Museo Nacional de Irlanda de Dublín.